# Sehili
Sehili – jednostka osadnicza w Stanach Zjednoczonych, w stanie Arizona, w hrabstwie Apache.